# Вассиан (Змеев)
Архимандри́т Вассиа́н (в миру Николай Валерьевич Змеев; род. 25 марта 1975 года) — священнослужитель Русской православной церкви, архимандрит, начальник Русской духовной миссии в Иерусалиме (с 2023), настоятель Подворья Московского патриархата в Софии (2018—2023), ранее представитель патриарха Московского и всея Руси в Белорусском экзархате.

## Биография
В 1998 году окончил Московскую духовную семинарию (МДС), в 2002 года окончил Московскую духовную академию (МДА) со степенью кандидата богословия, защитив кандидатскую диссертацию на тему «Святитель Амфилохий Иконийский как церковный писатель и богослов».
2 апреля 1999 года был пострижен в монашество с именем Вассиан в честь преподобного Вассиана Пертоминского, Соловецкого чудотворца. 22 мая был рукоположён в сан иеродиакона, 5 декабря — во иеромонаха.
С 2002 года является преподавателем древних языков в МДС. В 2004 году награждён саном игумена. С 2004 по 2015 год — проректор по воспитательной работе МДАиС.
2 сентября 2015 года указом патриарха Кирилла назначен на должность представителя патриарха Московского и всея Руси в Белорусском экзархате. В тот же день в Минском епархиальном управлении по окончании заседания Синода Белорусской православной церкви игумен Вассиан (Змеев) был представлен архиереям.
1 февраля 2016 года в кафедральном соборном храме Христа Спасителя в Москве патриархом Кириллом был возведён в сан архимандрита.
7 марта 2018 года решением Священного синода Русской православной церкви освобождён от должности представителя патриарха Московского и всея Руси в Белорусском экзархате и назначен настоятелем подворья Русской православной церкви в городе Софии. 8 марта указом митрополита Минского и Заславского Павла (Пономарёва) освобождён от должности настоятеля храма Покрова Пресвятой Богородицы города Минска.
19 марта 2018 года в здании Софийской митрополии в Софии архимандрит Вассиан встретился с патриархом Неофитом.
28 ноября 2018 года решением Совета ИППО под председательством Сергея Степашина принят в Императорское православное палестинское общество.
12 сентября 2023 года власти Северной Македонии запретили ему въезд в страну. Кроме того, из Северной Македонии были выдворены три российских дипломата. В сообщении Министерства иностранных дел Северной Македонии говорилось, что решение о выдворении принято в связи с совершением указанными россиянами действий, нарушающих Венскую конвенцию о дипломатических сношениях. 21 сентября 2023 года власти Болгарии обязали настоятеля подворья Русской Православной Церкви в Софии архимандрита Вассиана (Змеева), секретаря подворья протоиерея Евгения Павельчука и сотрудника подворья покинуть территорию страны в течение двадцати четырёх часов; Государственное агентство национальной безопасности Болгарии пояснило, что «меры были приняты в связи с их деятельностью, направленной против национальной безопасности и интересов Республики Болгария». В тот же день Служба коммуникации ОВЦС Московского патриархата выпустила заявление, в котором говорилось, что «Русская Православная Церковь заявляет решительный протест против необоснованного выдворения из Болгарии своих представителей».
11 октября 2023 года Священный Синод РПЦ выразил «категорический протест в связи с грубыми и дискриминационными действиями болгарских властей по высылке из страны под надуманным предлогом представителя Патриарха Московского и всея Руси при Патриархе Болгарском, настоятеля Подворья Русской Православной Церкви в Софии архимандрита Вассиана (Змеева), секретаря Подворья протоиерея Евгения Павельчука и сотрудника В. Бонько», освободил архимандрита Вассиана от должности представителя Патриарха Московского и всея Руси при Патриархе Болгарском и настоятеля Подворья Русской Православной Церкви в Софии с выражением благодарности за понесённые труды, назначив его на должность начальника Русской духовной миссии в Иерусалиме.

## Публикации
- Слово святителя Амфилохия Иконийского на Сретение Господне // Встреча. 2002. — № 1 (15). — C. 37—38.
- Слово на выпускном акте 2001/2002 учебного года: [Произнесено 13.06.02]. // Богословский вестник. — Серг. П., 2003. — №. 3. — С. 252—254.
- Святитель Амфилохий, епископ Иконийский. Жизнь, творения и богословское учение // Святитель Василий Великий, Архиепископ Кесарии Каппадокийской, Творения. — М.: Сибирская Благозвонница, 2009. — С. 957—998.
- В воспитании участвуют и педагоги-наставники, и участвует Бог: научно-популярная литература // Духовно-нравственное воспитание. — 2014. — № 7. — С. 3-4.